# レクチュア・ブックス
レクチュア・ブックス（英称：LECTURE BOOKS）は、1978年から1988年にかけて朝日出版社から刊行された対談シリーズである。

## 概要
学問の先端が、それぞれの固有の論理によって先に進みすぎた結果、専門化・体系化された学問が一般の読者には容易に理解し得ないものになってしまったことを踏まえて、学問を生きたことばによって再構成することを目指して、「アカデミズムと文学者の対話」として、講師の学者と人気作家を組み合わせて対話形式の講義をおこない、それを書籍化した。
判型は四六版である。

## 刊行書籍一覧
1. 哲学に何ができるか : 現代哲学講義　廣松渉/五木寛之（1978.12）ASIN 4255780269
2. ダーウィンを超えて : 今西進化論講義　今西錦司/吉本隆明（1978.12）ASIN 4255780277
3. 哺育器の中の大人 : 精神分析講義　岸田秀/伊丹十三（1978.12）ASIN 4266780285ASIN 4255780285
4. マルクスを読む : 資本論講義　大内秀明/野坂昭如（1979.1）ASIN 4255790019
5. 生命をあずける : 分子生物学講義　渡辺格/小松左京（1979.2）ASIN 4255790027
6. 魂にメスはいらない : ユング心理学講義 河合隼雄/谷川俊太郎（1979.3）
7. 宇宙との対話 : 現代宇宙論講義　小尾信彌/半村良（1979.4）
8. 何が性格を作るか : 性格学講義　宮城音弥/津島佑子（1979.5）ASIN 4255790094
9. 本能のジュークボックス : 動物行動学講義　日高敏隆/戸川幸夫（1979.6）ASIN 4255790108
10. 光があった : 地中海文化講義　下村寅太郎/小川国夫（1979.7）ASIN 4255790124
11. コンピューター・ウォーズ : コンピューター文化講義　西尾出/五木寛之（1979.9）ASIN 4255790159
12. 親鸞 : 親鸞講義　増谷文雄/遠藤周作（1979.10）ASIN 4255790167
13. ひとなぜ怒りを謳う : ナショナリズム講義　平岡昇/安岡章太郎（1979.11）ASIN 4255790256
14. フィクションとしての裁判 : 臨床法学講義　大野正男/大岡昇平（1979.12）
15. おもしろく源氏を読む : 源氏物語講義　角田文衛/中村真一郎（1980.1）ASIN 4255800022
16. 古代人の伝言 : 考古学講義　森浩一/陳舜臣（1980.2）ASIN 4255800057
17. 病める地球、ガイアの思想 : 汎気候学講義　根本順吉/新田次郎（1980.3）ASIN 4255800081
18. 濁世の仏教 : 仏教史講義　中村元/水上勉（1980.4）ASIN 4255800170
19. 快の打ち出の小槌 : 日本人の精神分析講義　佐々木孝次/伊丹十三（1980.5）
20. サルの檻、ヒトの檻 : 文化人類学講義　西江雅之/吉行淳之介（1980.6）ASIN 4255800235
21. 手当ての航跡 : 医学史講義　中川米造/星新一（1980.10）ASIN 4255800332
22. ピカソ : ピカソ講義　岡本太郎/宗左近（1980.11）ASIN 4255800421
23. 僕がアインシュタインになる日 : 相対性理論講義　佐藤文隆/光瀬龍（1981.3）ASIN 4255810192
24. エロスの美学 : 比較文化講義　加藤周一/池田満寿夫（1981.5）ASIN 4255810265
25. 嫌われるのが怖い : 精神医学講義　笠原嘉/加賀乙彦（1981.7）ASIN 4255810273
26. ヒトみな神の主食 : 食の文化誌講義　石毛直道/田辺聖子（1981.9）ASIN 4255810303
27. 音を視る、時を聴く : 哲学講義　大森荘蔵/坂本龍一（1982.10）ASIN 425582019
28. 闇のなかの夢想 : 映画学講義　埴谷雄高/小川国夫（1982.12）ASIN 425582033
29. 異次元が漏れる : 偶然論講義　秋山さと子/尾辻克彦（1983.6）ASIN 4479390324
30. 冷たいパフォーマンス : ポスト・モダン講義　清水徹/山口勝弘（1983.7）ASIN 4255830142
31. 私は本当に私なのか : 自己論講義　木村敏/金井美恵子（1983.9）ASIN 4255830177
32. 君は弥生人か縄文人か : 梅原日本学講義　梅原猛/中上健次（1984.2）ASIN 4255840024
33. 〈カン〉が〈読み〉を超える : 米長勝負論講義　米長邦雄/柳瀬尚紀（1984.6）ASIN 4255840164
34. 地球の尻尾を掴む : 文化人類学講義　青木保/青野聰（1984.10）ASIN 425584027X
35. 他界をワープする : 民俗社会講義　小松和彦/立松和平（1984.11）ASIN 4255840350
36. 「対話」はいつ、どこででも : プラトン講義　斎藤忍随/後藤明生（1984.12）ASIN 4255840547
37. 盤に臨んで燃える : 囲碁講義　趙治勲/中野孝次（1984.12）ASIN 425584061X
38. 血が酩酊するとき : 精神鑑定講義　福島章/村松友視（1985.3）ASIN 4255850143
39. 神の意志の忖度に発す : 科学史講義　村上陽一郎/豊田有恒（1985.4）ASIN 4255850267
40. 闇の都市、血と交換 :経済人類学講義　栗本慎一郎/笠井潔（1985.5）ASIN 4255850321
41. 米が金・銀を走らせる : 江戸史講義　大石慎三郎/津本陽（1985.6）ASIN 4255850410
42. 中枢は末梢の奴隷 : 解剖学講義　養老孟司/島田雅彦（1985.7）ASIN 4255850526
43. 電子のゆらぎが宇宙を囁く :i+fゆらぎ講義　武者利光/冨田勲（1985.9）ASIN 4255850623
44. ヒト、空間を構想する : 都市+住居論講義　原広司/黒井千次（1985.11）ASIN 4255850747
45. 街は無限に変容する: 臨床経済学講義　竹内宏/田中康夫（1986.5）ASIN 4255860122
46. E.Ｔ.からのメッセージ: 地球学文明探査講義　平林久/宮内勝典（1987.12）ASIN 425587039X
47. 突然変異幻語対談 : 汎フィクション講義　筒井康隆/柳瀬尚紀（1988.6）ASIN 4255880360
48. アトランティスが沈んだ日：地球学講義　ASIN 4255790264